# Kenneth Arthur Noel Anderson
Kenneth Arthur Noel Anderson, ps. „Sunshine” (ur. 25 grudnia 1891 w Madras, zm. 29 kwietnia 1959 na Gibraltarze) – oficer British Army, uczestnik I i II wojny światowej. Najbardziej znany jako dowódca brytyjskiej 1 Armii podczas operacji Torch, inwazji aliantów na Algierię.

## Życiorys

### Wczesne lata i I wojna światowa
Anderson urodził się w Indiach, jako syn szkockiego inżyniera kolejowego. Kształcił się w Charterhouse School oraz w Królewskiej Akademii Wojskowej Sandhurst. We wrześniu 1911 został podporucznikiem. Pierwsze zasługi zdobył walcząc we Francji podczas I wojny światowej. Został odznaczony Military Cross za odwagę. Został ranny w bitwie nad Sommą w dniu jej rozpoczęcia, 1 lipca 1916 roku.

### II wojna światowa
Kiedy gen. Montgomery został awansowany na dowódcę II Korpusu podczas ewakuacji z Francji, dowódca korpusu gen. Alan Brooke zdecydował, że Anderson powinien objąć dowodzenie nad 3 Dywizją Piechoty Montgomery’ego. Po wycofaniu wojsk brytyjskich z Dunkierki i powrocie do Wielkiej Brytanii, Anderson został awansowany do stopnia generała majora, i otrzymał Order Łaźni. W 1941 otrzymał rozkaz dowodzenia pierwszą dywizją, która miała za zadanie bronić wybrzeża Lincolnshire. W tym samym roku został awansowany do generała porucznika. W 1943 roku gen. Anderson otrzymał rozkaz dowodzenia wojskami aliantów pod Kasserine. Taktyka Andersona nie przyniosła oczekiwanych rezultatów i alianci przegrali bitwę.

### Po wojnie
Po wojnie został naczelnym dowódcą wojskowym i gubernatorem Gibraltaru. Jego najbardziej znaczącymi osiągnięciami były zmiany w konstytucji Gibraltaru oraz budowanie nowych domów, w celu polepszenia warunków do życia. W czerwcu 1952 przeszedł na emeryturę. Jego ostatnie lata były pełne tragedii: jego jedyny syn zginął w akcji na Malajach. Również jego córka zmarła po długiej chorobie. Anderson zmarł na zapalenie płuc na Gibraltarze w 1959.